# Stilbula peethavarna
Stilbula peethavarna är en stekelart som beskrevs av T.C. Narendran 1996. Stilbula peethavarna ingår i släktet Stilbula och familjen Eucharitidae.
Artens utbredningsområde är:
- Taiwan.
- Thailand.

Inga underarter finns listade i Catalogue of Life.